# Atlanta, Michigan
Atlanta är administrativ huvudort i Montmorency County i den amerikanska delstaten Michigan. Orten har fått sitt namn efter Atlanta i Georgia. Enligt 2010 års folkräkning hade Atlanta 827 invånare. Postkontoret öppnades den 24 mars 1882 som Big Rock. Namnbytet till Atlanta skedde den 2 oktober 1882.